# Neotetracus sinensis
Neotetracus sinensis је врста сисара из породице јежева (Erinaceidae).

## Распрострањење
Врста има станиште у Кини, Бурми и Вијетнаму.

## Станиште
Станиште врсте су шуме. Врста је по висини распрострањена до 2.700 метара надморске висине.

## Угроженост
Ова врста није угрожена, и наведена је као последња брига јер има широко распрострањење.